# Liste der Monuments historiques in Rimplas
Die Liste der Monuments historiques in Rimplas führt die Monuments historiques in der französischen Gemeinde Rimplas auf.

## Liste der Objekte
| Bezeichnung                             | Beschreibung    | Standort             | Kennzeichnung | Schutzstatus | Datum | Bild |
| --------------------------------------- | --------------- | -------------------- | ------------- | ------------ | ----- | ---- |
| Gemälde Christus und der heilige Thomas | 17. Jahrhundert | in der Kirche (Lage) | PM06000785    | Classé       | 1908  |      |